# 今古学考
《今古学考》是清人廖平的作品，共二卷。
1887年，廖平著有《今古学考》一书，认为今文经为孔子所创，古文经为周公所创，並指出“《周礼》为古学之主”、“《王制》为今学之主”。俞樾称《今古学考》为“不刊之书”。康有為的《新学伪经考》完成于1891年。康有为可能曾受过廖平的启发。因此学术界长期以来存在的公案是康有为是否抄袭廖平的《今古学考》，钱穆力主康有为剽窃廖平的著作。